# Vnebovzetje Device Marije (Rubens)
Vnebovzetje Device Marije ali Vnebovzetje Svete Device je slika Petra Paula Rubensa, dokončana leta 1626 kot oltarna slika za veliki oltar stolnica Matere Božje v Antwerpnu, kjer je tudi ostala.
Stolnica Matere Božje v Antwerpnu je leta 1611 odprla natečaj za Vnebovzetni oltar. Rubens je duhovnikom predložil modele 16. februarja 1611. Septembra 1626, 15 let pozneje, je delo zaključil.
Manjša študijska različica je z nekaterimi razlikami v Narodni galeriji umetnosti v Washingtonu, D.C.
Druga različica visi na desnem bočnem oltarju grajske cerkve sv. Petra in Pavla v Kirchheimu v Schwabnu v Nemčiji.

## Opis
V Rubensovi upodobitvi Marijinega vnebovzetja jo angelski zbor v spiralnem gibanju dvigne proti izbruhu božanske svetlobe, obkrožena z ducatom veselih puttov in štirimi velikimi angeli; dva ji izročita cvetno krono. Okoli njenega groba je zbranih 12 apostolov - nekateri z dvignjenimi rokami v strahu; drugi so se dotaknili njenega zavrženega pokrova. Ženske na sliki naj bi bile Marija Magdalena in dve sestri Device Marije. Klečeča ženska drži rožo in se sklicuje na lilije, ki so čudežno napolnile prazno krsto.
Marijino vnebovzetje je Rubens večkrat upodobil, vendar ta različica po kompoziciji, obarvanosti in učinku svetlobe prekaša vse druge.

## Zgodovina
Nastanek tega dela ni bil brez ovir. Že leta 1611 so načrtovali nadomestitev izgubljene oltarne slike. Nato sta prišla dva umetnika, ki sta svoje osnutke predstavila stolnici: Otto van Veen in Rubens. Slika Otta van Veena zdaj visi v kolegijskem svetem Hipolitu v Polignyju, izbrana je bila Rubensova zasnova, leta 1612 pa je bil sklenjen dogovor med mojstrom in kapitljem.
Dostava slike se je zgodila šele mnogo let kasneje. Različne težave so upočasnile njeno izvajanje. Prva različica Marijinega vnebovzetja, namenjena stolnici, ni bila nikoli predana in je leta ostala v Rubensovem ateljeju, dokler ni dobila drugačnega namena: Houtappelkapel antwerpenske jezuitske cerkve (danes v Kunsthistorisches Museum na Dunaju). Končna slika, kot dokazuje potrdilo, je bila končana šele 1626–1627, 15 let po sklenitvi sporazuma.
Slika Marijino vnebovzetje je bila prvotno postavljena v baročni marmornati oltar portika, ki sta ga izvedla Robrecht in Jan de Nole, verjetno pa ga je zasnoval Rubens. Leta 1794 so Francozi s cerkve odnesli sliko in oltar nato porušili. Natis Adriaana Lommelina ponuja dobro idejo. Leta 1815 so sliko vrnili v stolnico. Sedanji oltar je iz leta 1826. Muzej Mauritshuis v Haagu ima v zbirki oljno študijo za Rubensovo oltarno sliko. Prikazuje figure, ki so bile kasneje prebarvane.